# Distretto di Phonthong
Il distretto di Phonthong è uno dei dieci distretti (mueang) della provincia di Champasak, nel Laos.  Ha come capoluogo la città di Phonthong.